# Luigi Lambruschini
Luigi Emmanuele Nicolò Lambruschini (Sestri Levante, 16 maggio 1776 – Roma, 12 maggio 1854) è stato un cardinale, arcivescovo cattolico e politico italiano, cardinal segretario di Stato dal 1836 al 1846.

## Biografia
Nato il 16 maggio 1776 a Sestri Levante nell'allora Repubblica di Genova da Bernardo e Pellegrina Raggi Lambruschini, intraprese la carriera ecclesiastica e fu chierico della Congregazione dei barnabiti. Studiò teologia a Genova e Roma, ma fu costretto a lasciare la città eterna nel 1798 all'avvento - grazie alle armi francesi - della Repubblica Romana. Rifugiatosi nella nativa Sestri Levante, venne ordinato sacerdote da monsignor Giovanni Luca Solari il 1º gennaio 1799 nella città ligure e successivamente insegnò nel seminario di Brugnato. Lettore di filosofia nel collegio San Paolo di Macerata, divenne lettore di teologia presso il collegio dei santi Biagio e Carlo a Roma.
Terminata l'epoca napoleonica, egli fu segretario e assistente dell'allora cardinal segretario di Stato Ercole Consalvi quando questi partecipò nel 1815 al Congresso di Vienna. Divenuto segretario della neo costituita Sacra Congregazione degli affari ecclesiastici straordinari, si distinse in campo diplomatico per i suoi contributi ai trattati di pacificazione con molti stati, in particolare con il Regno delle Due Sicilie e con la Baviera. Nel 1816 divenne vicario generale del suo ordine quando Francesco Fontana, superiore generale dei Barnabiti, venne creato cardinale.
Il 3 ottobre 1819 venne consacrato arcivescovo di Genova a Roma nella chiesa di San Carlo ai Catinari per mano del cardinale Giulio Maria della Somaglia assistito da Francesco Bertazzoli, arcivescovo titolare di Edessa e futuro cardinale, e di Gianfranco Guerrieri, vescovo di Rimini. Assistente al Trono Pontificio dal 5 ottobre 1819, il 10 marzo del 1820 venne nominato amministratore ecclesiastico di Brugnato.
Nominato anche nunzio pontificio presso il governo francese nel 1826 (14 novembre) fino alla Rivoluzione del 1830, quando tornò a Roma. Il 26 giugno 1830 rinunciò all'arcidiocesi di Genova e venne trasferito alla sede titolare di Berito dal 5 luglio di quello stesso anno.
Creato cardinale dal nuovo pontefice Gregorio XVI il 30 settembre 1831, ricevette il titolo presbiterale di San Callisto. Principiò allora la sua carriera nella curia romana: nominato prefetto della Sacra congregazione per la disciplina dei religiosi tra il 1833 ed il 1834, fu prefetto della Sacra Congregazione degli studi dal 21 novembre 1834 e dal 12 gennaio 1836 e bibliotecario di Santa Romana Chiesa dall'11 dicembre 1834 sino al 27 giugno 1853.
Prescelto quale nuovo cardinal segretario di Stato di papa Gregorio XVI in sostituzione del cardinale Tommaso Bernetti, inviso al Principe di Metternich, nonché il 24 gennaio 1842 cardinale-vescovo di Sabina. Nei medesimi anni egli fu anche segretario dei brevi segreti (dal 12 novembre 1839). In qualità di segretario di Stato fu fedele a papa Gregorio XVI, del quale condivideva totalmente l'impostazione conservatrice e antiliberale. Divenuto camerlengo del Sacro Collegio dei Cardinali il 22 gennaio 1844, rimase in carica sino al 20 gennaio 1845.
Il 1º giugno 1846, alla morte di papa Gregorio XVI, rassegnò, come d'uso, le dimissioni dalla carica di Segretario di Stato. Nel successivo conclave, pare che egli, con Tommaso Pasquale Gizzi, sia stato l'unico vero "avversario" del cardinale risultato poi vincente, ossia il Mastai Ferretti.
L'8 giugno 1847 fu nominato dal nuovo pontefice prefetto della Sacra Congregazione per i Riti e le Immunità Ecclesiastiche. L'11 luglio 1847 divenne cardinale-vescovo di Porto, Santa Rufina e Civitavecchia nonché sub-decano del Collegio Cardinalizio. Gran priore dell'Ordine equestre del Santo Sepolcro di Gerusalemme, ne fu anche gran cancelliere.
Spirò il 12 maggio 1854, all'età di 77 anni, 11 mesi e 27 giorni e la sua salma venne esposta alla pubblica venerazione e poi sepolta, secondo le sue ultime volontà, nella chiesa dei barnabiti di San Carlo ai Catinari di Roma.

## Pensiero politico
Lambruschini è stato considerato, non soltanto di idee antiliberali e conservatrici, ma un reazionario vero e proprio. Durante il conclave del 1846 fu esponente della fazione reazionaria e zelante (ultraconservatrice). Odiatissimo dai liberali, dal 1848 al 1850 fu costretto a rifugiarsi a Gaeta al seguito del pontefice Pio IX, che si era auto esiliato per non cedere alle pressioni dei liberali che gli chiedevano un ministero più liberale, rifiutandosi di tornare a Roma.

## Gli scritti
- Opere spirituali, Roma 1836, in 3 volumi; II ediz. Venezia 1838
- Sull'immacolato concepimento di Maria, Roma 1843

## Genealogia episcopale e successione apostolica
La genealogia episcopale è:
- Cardinale Scipione Rebiba
- Cardinale Giulio Antonio Santori
- Cardinale Girolamo Bernerio, O.P.
- Arcivescovo Galeazzo Sanvitale
- Cardinale Ludovico Ludovisi
- Cardinale Luigi Caetani
- Cardinale Ulderico Carpegna
- Cardinale Paluzzo Paluzzi Altieri degli Albertoni
- Papa Benedetto XIII
- Papa Benedetto XIV
- Papa Clemente XIII
- Cardinale Marcantonio Colonna
- Cardinale Giacinto Sigismondo Gerdil, B.
- Cardinale Giulio Maria della Somaglia
- Cardinale Luigi Lambruschini, B.

La successione apostolica è:
- Vescovo Pietro Luigi Scarabelli, C.M. (1820)
- Vescovo Felice Levrieri (1820)
- Vescovo Philippe-Marie-Thérèse-Guy Carron (1829)
- Cardinale Pierre Giraud (1830)
- Vescovo Vincenzo Tommaso Pirattoni, O.P. (1832)
- Arcivescovo Stanislao Vincenzo Tomba, B. (1832)
- Vescovo Innocenzo Castracane degli Antelminelli (1834)
- Vescovo François-Marie Vibert (1841)
- Cardinale Michele Viale-Prelà (1841)
- Cardinale Antonio Benedetto Antonucci (1841)
- Cardinale Girolamo d'Andrea (1841)
- Vescovo Carlo Giuseppe Peda, B. (1841)
- Vescovo Nicola Crispigni (o Grispigni) (1842)
- Vescovo Nicola Abrate (1842)
- Vescovo Giovanni Tommaso Ghilardi, O.P. (1842)
- Papa Leone XIII (1843)
- Arcivescovo Vincenzo Tizzani, C.R.L. (1843)
- Vescovo Letterio Turchi (1843)
- Arcivescovo Pietro Antonio Garibaldi (1844)
- Vescovo Giuseppe Maria Maniscalco, O.F.M. (1844)
- Cardinale Carlo Luigi Morichini (1845)
- Cardinale Giovanni Brunelli (1845)
- Arcivescovo Alessandro Asinari di Sanmarzano (1846)